# Utrata (Warszawa)
Utrata – obszar MSI w dzielnicy Targówek w Warszawie.
Część obszaru obecnie nazywanego Utratą określano wcześniej nazwą Antoninów.

## Wieś i osiedle Utrata
Dawniej istniała wieś Utrata, leżąca na części obszaru określanego dzisiaj jako Targówek Fabryczny, na południowy wschód od ul. Księcia Ziemowita.
8 kwietnia 1916 generał-gubernator Hans Hartwig von Beseler wydał rozporządzenie włączające do Warszawy (od 1 kwietnia 1916) m.in. Utratę, położoną w tamtym czasie w gminie Bródno.
Zabudowania Utraty znajdowały się wówczas w rejonie dzisiejszych ulic Księżnej Anny, Ludwickiej, Niesulickiej, Beczkowej i Matuszewskiej. 
Po II wojnie światowej przy ul. Matuszewskiej 14 powstały Warszawskie Zakłady Telewizyjne.

## Antoninów, obszar MSI Utrata
W okresie powojennym nazwę Utrata zaczęto stosować do terenów położonych dalej na wschód, w stronę Kanału Bródnowskiego, nowo przyłączonych do Warszawy, a nazywanych wcześniej Antoninowem i Kozią Górką Kawęczyńską. 
Wcześniej, pod koniec XIX w. zbudowano tutaj carski fort XII („Antoninów”), rozebrany w 1909 r. 
Tu powstały kolejne zakłady przemysłowe i magazyny, m.in. w latach 90. XX wieku – Zakład Unieszkodliwiania Stałych Odpadów Komunalnych (spalarnia odpadów) oraz biurowce i inne budynki przedsiębiorstw sektora usług, takich jak Cyfrowy Polsat.
W Miejskim Systemie Informacji wydzielono rejon o nazwie Utrata, który obejmuje właśnie te tereny, wraz z osiedlem (dawną wsią) Kozia Górka Kawęczyńska i dawnym, istniejącym jeszcze przed wojną, folwarkiem Antoninów. Obszar historycznego osiedla Utrata znalazł się w obszarze MSI Targówek Fabryczny.
Osiedle dało nazwę biegnącej tu ulicy oraz przystankom autobusów miejskich Utrata i Zajezdnia Utrata (dawniejsze nazwy Gwarków, Gwarków Skład Opałowy, Utrata-Skład).